# Сандатурія I
Сандатурія I (*бірм. ပထမ စန္ဒသူရိယရာဇာ, д/н — 4 серпня 1696) — 27-й володар М'яу-У в 1694—1696 роках.

## Життєпис
Син Санда Тхудгамми, володаря М'яу-У. Відомостей про нього обмаль. 1694 року каман (палацова гвардія з лучників) та афганські найманці повалили його брата Манідгамму. Фактично не мав влади, яка належала очільникам каман. Авторитет монархії ще більше знизився, васальні племена на заході постійно бунтували.
Вирішив спиратися на буддійське духовенство та місцеву знать. У серпні 1696 року при спробі відсторонити від влади командувачів каман Сандатурія I було вбито. Владу передано було синові Норахті.